# Крипији
Крипији (фр. Crupilly) насеље је и општина у североисточној Француској у региону Пикардија, у департману Ен (Пикардија) која припада префектури Вервен.
По подацима из 2011. године у општини је живело 71 становника, а густина насељености је износила 20,17 становника/km². Општина се простире на површини од 3,52 km². Налази се на средњој надморској висини од 171 метар (максималној 185 m, а минималној 129 m).

## Демографија
| 1962. | 1968. | 1975. | 1982. | 1990. | 1999. | 2011. |
| ----- | ----- | ----- | ----- | ----- | ----- | ----- |
| 83    | 87    | 64    | 63    | 76    | 64    | 71    |

График промене броја становника у току последњих година